# Refleksy
Refleksy – polski film animowany z 1979 w reżyserii Jerzego Kuci. Film ukazuje walkę o przetrwanie nowo narodzonego owada, który ledwo wydobywa się z kokonu i zostaje zaatakowany przez innego osobnika. W trakcie walki przeciwnicy wpadają do kałuży, znacząc na wodzie kręgi refleksów. Przez kałużę przechodzi mężczyzna i miażdży splecione w śmiertelnym uścisku owady. Tematem Refleksów jest kruchość istnienia wszelkich bytów ziemskich.
Refleksy zdobyły Brązowego Lajkonika dla filmu animowanego oraz Złotego Smoka na Krakowskim Festiwalu Filmowym, a także Nagrodę Specjalną na Międzynarodowym Festiwalu Filmów Animowanych w Annecy.